# آلن اسمیت (بازیکن فوتبال، زاده ۱۹۴۹)
آلن اسمیت (انگلیسی: Alan Smith؛ زادهٔ ۳ سپتامبر ۱۹۴۹) بازیکن فوتبال اهل بریتانیا است.
از باشگاه‌هایی که در آن بازی کرده‌است می‌توان به باشگاه فوتبال نیوپورت کانتی اشاره کرد.